# Burning Witch
Burning witch fue una banda musical estadounidense proveniente de Seattle, Washington, de Doom metal, formada en el año 1995. 

## Miembros
- Stephen O'Malley (guitarra)
- G. Estuardo Dahlquist (bajo)
- Jamie Sykes (batería)
- Edgy 59 (vocalista)
- B.R.A.D (batería)

## Discografía

### Álbumes
- Crippled Lucifer  (1998)

### EP
- Towers... 12" (1996)
- Rift. Canyon.Dreams 12" (1997)

### Demos
- Demo 96 (1996)

### Proyectos
- split con Goatsnake (2000)
- split con Asva (2004)